# متسلسلات (بكتيريا)
المتسلسلات (باللاتينية: Streptomycetaceae) فصيلة من الشعاوات، وهي الفصيلة الوحيدة في تحت رتبة Streptomycineae. تشمل جنس المتسلسلة التي تُستخدم أنواعها كمصدر للمضادات الحيوية. أغلب أنواع المتسلسلات جراثيم رمّامة (تعيش في التربة).
تقسم هذه الفصيلة إلى ثلاثة أجناس، هي المتسلسلة وKitasatospora ومتسلسلة.